# Sevilla la Nueva
Sevilla la Nueva est une commune de la communauté de Madrid, en Espagne.